# Galloway

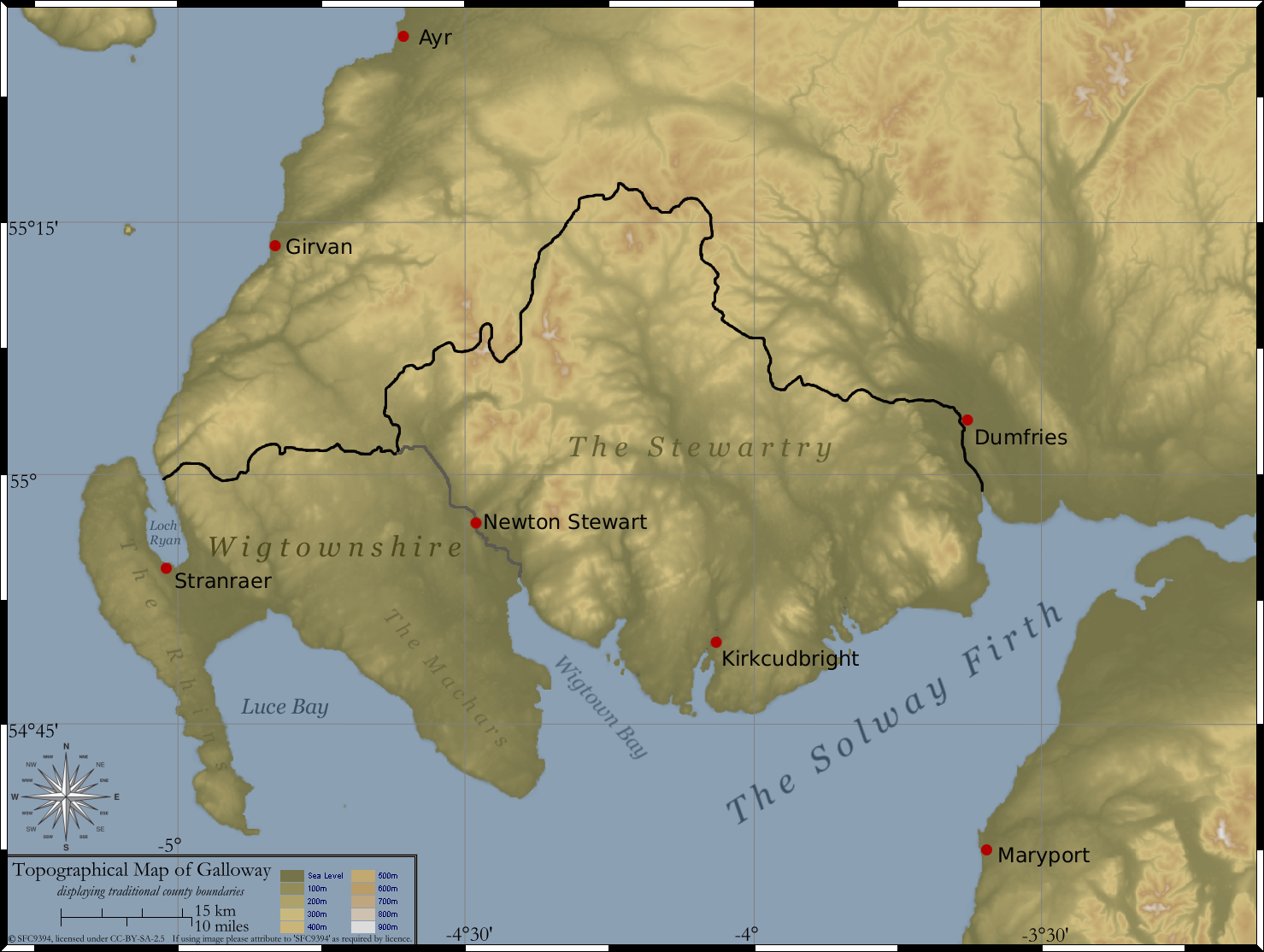
Mappa del Galloway

Il Galloway (gaelico scozzese: Gall-Ghàidhealaibh o Gallobha, scozzese: Gallowa) è un'area della Scozia sud-occidentale composta dalla Contea di Wigtown (storicamente conosciuta come West Galloway) e dalla contea di Kirkcudbright (storicamente conosciuta come East Galloway).